# Cinéma du dégel
Pour les articles homonymes, voir Nouvelle vague (homonymie).
Le cinéma du dégel (russe : Оттепельное кино), parfois appelé Nouvelle Vague soviétique (russe : Советская новая волна), est une tendance du cinéma soviétique qui se développe lors du dégel de Khrouchtchev après la mort de Staline en 1953, et qui contribue à redéfinir la valeur spirituelle et esthétique du cinéma soviétique. Les représentants de la nouvelle vague étaient de jeunes réalisateurs dont la pensée créative était influencée par le cinéma soviétique d'avant-garde ainsi que par des auteurs européens tels que Michelangelo Antonioni, Ingmar Bergman ou Federico Fellini.
Selon Vladimir Dmitiriev, le cinéma du dégel se développe entre 1956 et 1960, ce qui correspond selon lui à la période entre la fin du néoréalisme italien et le début de la Nouvelle Vague française. D'autres considèrent que ce cinéma du dégel a cours jusqu'en 1968,, voire même jusqu'à la Perestroïka en 1985.

## Caractéristiques
Cette nouvelle tendance est devenue la principale force motrice de la production cinématographique et s'est largement répandue en URSS. La génération de jeunes réalisateurs a contribué au développement de deux tendances significatives dans l'évolution du cinéma soviétique.
La tendance poétique et picturale se caractérise par l'utilisation d'intrigues en forme de paraboles, d'allégories, de métaphores et de symboles. L'imagerie des films se caractérise par une expressivité vive et pittoresque et une flamboyance décorative. Les réalisateurs ont essayé de montrer la joie de vivre à travers les choses de tous les jours, qui sont souvent devenues plus importantes que l'intrigue du film. Les films L'Enfance d'Ivan (1962) d'Andreï Tarkovski, Les Chevaux de feu (1964) et Sayat Nova : La Couleur de la grenade (1968) de Sergueï Paradjanov,L'Incantation (1967) de Tenguiz Abuladze sont des représentants typiques de ce style.
La réalisation poétique-documentaire est une combinaison de techniques documentaires et de films de fiction. Il y a un changement de contact avec la réalité. Grâce au montage à l'image, les films ont acquis des caractéristiques distinctives telles que le dynamisme et la narration rythmée. Les cinéastes ont commencé à obtenir un sens de l'environnement réel, l'impression d'une vie qui s'écoule naturellement, et le dévoilement « accidentel » de la vie privée par la présence d'une « caméra cachée ». Les digressions lyriques sur des thèmes distants deviennent une technique favorite dans les films de ce genre, ce qui ajoute une spiritualité et une poésie particulières aux films. Les réalisateurs travaillent en collaboration avec leur chef opérateur plutôt que d'avoir recours aux artifices tels que la voix hors champ. Désormais, l'image est le raisonnement du héros, qui est en constante dynamique, et l'action est son état intérieur, formé d'après l'humeur de l'auteur lui-même. L'attention portée aux détails psychologiquement importants, accentuée par un montage précis, devient une caractéristique stylistique. Les films les plus plébiscités sont Je m'balade dans Moscou (1963) de Gueorgui Danielia, J'ai vingt ans (1965) et Pluie de juillet (1966) de Marlen Khoutsiev, et La Chute des feuilles (1966) d'Otar Iosseliani.
« Те позитивные образы, которые они создавали в 50-е годы (киношные либералы называли такие фильмы «ландрином»), уже не вписывались в кинематограф, который начал формироваться в 60-е — он становился более проблемным, более критичным. На волне этого перехода стали восходить актёрские звёзды таких «некрасавцев», как Евгений Леонов, Ролан Быков, Инна Чурикова, Евгений Евстигнеев, Савелий Крамаров и другие. Это была новая волна в развитии советского кинематографа — не менее талантливая и сильная, чем предыдущая, но… по-своему заложившая основы будущего развала. »
— Fiodor Razzakov (ru)

« Les images positives qu'ils ont créées dans les années 50 (les libéraux du cinéma appelaient ces films "landrines") ne correspondent plus au cinéma qui commence à prendre forme dans les années 60 - il devient plus problématique, plus critique. Sur la vague de cette transition, les vedettes du cinéma, des acteurs aussi "peu beaux" que Ievgueni Leonov, Rolan Bykov, Inna Tchourikova, Evgueni Evstigneïev, Saveli Kramarov et d'autres, ont commencé à se faire connaître. Il s'agit d'une nouvelle vague dans le développement du cinéma soviétique, qui n'est pas moins talentueuse et forte que la précédente, mais... à sa manière, elle jette les bases de l'effondrement à venir. »
« Расцвет «оттепели» пришелся на 1960-е, когда практически не было плохих фильмов. Даже абсолютно бездарные люди снимали хорошие картины. Словно «тихий ангел» летал. В этом самое главное значение «оттепели». В 1960-е благодаря ей был совершен нечеловеческий прорыв, которого до того не знала история мирового киноискусства. Причем для меня подлинный российский кинематограф «оттепели» начинается уже после самой «оттепели» — в 1963—1964 годах — и заканчивается в 1970 году. К чему же пришла «оттепель»? Во-первых, это было открытие Бога. Может быть, интуитивное, подсознательное открытие крестного пути человека. Это мы увидели в фильмах «Летят журавли», «Судьба человека», «Неотправленное письмо», «Иваново детство». Камера летала вместе с состояниями души главного героя. Мир строился по его образу и подобию и при этом разрушался, это был страшный путь через бездну, для того, чтобы душа родилась и заговорила, чтобы человек, пройдя страшные испытания, вышел на иную ступень понимания жизни, стал личностью с большой буквы. Собственно говоря, эта линия началась Вероникой из картины «Летят журавли», а закончилась ребенком из «Иванова детства». Дальше начинается важнейшее последствие «оттепели» — «экзистенциальный кинематограф», линия которого оказалась оборвана в 1970-е годы («Короткие встречи», «Июльский дождь», «Долгая счастливая жизнь»). Это и «поэтическая волна», сначала никем не замеченная, которая тоже вышла из кинематографа «оттепели», начавшись «Дорогой ценой» Донского. Потом уже появился Параджанов и огромные пласты молдавского и украинского кино, которые тоже были почти «удушены» »
— Alexandre Chpaguine, critique de cinéma

« L'apogée du dégel se situe dans les années 1960, époque à laquelle il n'y avait pratiquement pas de mauvais films. Même des personnes sans aucun talent faisaient de bons films. C'était comme si un "ange silencieux" volait. C'est la principale signification du dégel. Dans les années 1960, grâce à lui, une grande percée a été réalisée, que l'histoire du cinéma mondial n'avait jamais connue auparavant. Pour moi, le véritable cinéma russe du dégel commence après le dégel lui-même — en 1963-1964 — et se termine en 1970. Qu'est-ce que le "dégel" ? Tout d'abord, la découverte de Dieu. Peut-être une découverte intuitive, inconsciente, du chemin de croix de l'homme. On l'a vu dans les films Quand passent les cigognes, Le Destin d'un homme, La Lettre inachevée, L'Enfance d'Ivan. La caméra volait au gré des états d'âme du protagoniste. Le monde a été construit à son image et à sa ressemblance et en même temps détruit, c'était un terrible chemin à travers l'abîme, pour que l'âme naisse et parle, pour que l'homme, après avoir passé de terribles épreuves, parvienne à une autre étape de la compréhension de la vie, devienne une personne avec une majuscule. En fait, cette ligne commence avec Veronika dans Quand passent les cigognes et se termine avec l'enfant dans L'Enfance d'Ivan. Vient ensuite la conséquence la plus importante du "dégel" : le "cinéma existentiel", dont le développement s'est interrompu dans les années 1970 (Brèves Rencontres, Pluie de juillet, Une longue vie heureuse). Il s'agit également de la "vague poétique", initialement passée inaperçue, qui a également émergé du cinéma du "dégel", en commençant par Le Cheval qui pleure de Donskoï. Viennent ensuite Paradjanov et un grand élan du cinéma moldave et ukrainien, qui a ensuite été "freiné" »

## Principaux réalisateurs
- Tenguiz Abouladze
- Semion Aranovitch
- Mikhaïl Boguine
- Sergueï Bondartchouk
- Alexeï Guerman
- Gueorgui Danielia
- Iouri Iegorov
- Otar Iosseliani
- Mikhaïl Kalatozov
- Mikhaïl Kalik
- Kira Mouratova
- Sergueï Paradjanov
- Mikhaïl Romm
- Alekseï Saltykov
- Andreï Tarkovski
- Marlen Khoutsiev
- Vassili Choukchine